# Незнанский, Фридрих Евсеевич
Фри́дрих Евсе́евич Незна́нский (27 сентября 1932, Журавичи, Могилёвский округ, Белорусская ССР — 13 февраля 2013, Гармиш-Партенкирхен, Германия) — русский писатель, публицист, юрист. Активист Народно-Трудового Союза российских солидаристов (НТС).

## Биография
В 1950 году окончил школу № 11 в Мытищах (Московская область). С 1950 по 1954 год учился в Московском юридическом институте. По распределению был направлен в прокуратуру Краснодарского края, до 1957 года работал следователем в Староминском и Тихорецком районах. В 1957 году вернулся в Москву, работал учёным секретарём РосНИИМСа Госплана РСФСР, строительного НИИ, затем судебным исполнителем Свердловского района. В 1960—1969 годах работал в Московской городской прокуратуре. С 1960 по 1977 год публиковал рассказы, фельетоны, статьи в газетах «Комсомольская правда», «Труд». С 1969 по 1977 год — член Московской городской коллегии адвокатов.
27 сентября 1977 года эмигрировал из Советского Союза. С 1978 по 1985 год жил в США. Некоторое время был занят неквалифицированной работой (охранник, сторож), в дальнейшем преподавал в Колумбийском, Гарвардском, Нью-Йоркском университетах. Написал пять монографий, главная из которых — о директивном праве в СССР. Работал на радио «Свобода», журналистом в трёх эмигрантских газетах; написал ряд альтернативных работ для Народно-трудового союза российских солидаристов (вступил в 1979 году). До декабря 1995 являлся членом Совета НТС и председателем «Высшего Суда Совести и Чести».
В США принял участие в слушаниях по делу о депортации из страны бывшего начальника нацистского концлагеря в Тарту эстонца Карла Линнаса. Выступил против передачи нацистского преступника СССР. 
В 1985 году переехал во Франкфурт. С этого времени работал в Центре НТС, в издательстве и журнале «Посев».
В 1986 году признан «человеком достижений» издательством «Международный биографический центр». С 1995 года жил в немецком городе Гармиш-Партенкирхен.
Известным писателем Фридрих Незнанский стал после написания совместно с Эдуардом Тополем детективных романов «Журналист для Брежнева» (1981) и «Красная площадь» (1983). Впоследствии поссорился с Эдуардом Тополем и стал работать один.
В 1995 году под авторством Фридриха Незнанского вышла книга «Частное расследование», первая часть которой называется «Прикосновение» и представляет собой дословное изложение одноимённого российского фильма 1992 года. Режиссёр фильма Альберт Мкртчян обвинял Незнанского в плагиате, однако иск о нарушении его авторских прав в суд подавать отказался.
В 1998 году корреспондент газеты «Культура» устроился «негром» в издательство «Олимп», где подрядился работать «под Незнанского», а затем написал о своих впечатлениях на целую полосу, сопроводив их копией заключённого с ним договора. Ни издательство, ни сам писатель, давно проживавший в Германии, на это никак не прореагировали.
В России произведения писателя стали печататься лишь после перестройки.

## Серии романов

### Полицейские детективы
- Марш Турецкого
- Агентство «Глория»
- Господин адвокат
- Победителей не судят
- Возвращение Турецкого

### Написанные в соавторстве
- Журналист для Брежнева (1981, совместно с Э. Тополем)
- Красная площадь (1983, совместно с Э. Тополем)

### Экранизации
- 1992 — Фильм «Чёрный квадрат»
- 2000 — Телесериал «Марш Турецкого» и его продолжения
- 2004 — Телесериал «Красная площадь» (по роману, написанному в соавторстве с Э. Тополем)
- 2008 — Фильм «Непобедимый»

## Монографии
- The prosecution of economic crimes in the USSR, 1954—1984. Falls Church (Virginia): Delphic Associate, 1985.
- An Emigre Reports: Fridrikh Neznansky on Mikhail Gorbachev, 1950—1958. Falls Church (Virginia): Delphic Associate, 1985.